# Caio Blat
Caio Blat de Oliveira (São Paulo, 2 de junho de 1980) é um ator e diretor brasileiro.

## Biografia
Caio Blat é primo do dramaturgo Rogério Blat e do também ator Ricardo Blat. O nome Blat é de origem catalã e significa 'trigo'.

## Carreira
Em 1993 fez uma rápida passagem pela dramaturgia da TV Globo ao participar de um episódio do seriado Retrato de Mulher, em que interpretou o filho da protagonista vivida por Regina Duarte. No ano seguinte, foi contratado pelo SBT e atuou em sua primeira telenovela, o remake de Éramos Seis. Nesse mesmo ano, integrou o elenco de outra produção da emissora, As Pupilas do Senhor Reitor, também uma adaptação.
Depois disso, entrou em um período sabático de quatro anos, interrompido somente por uma participação no episódio Sangue no Araguaia do extinto Você Decide e pela encenação da peça O Homem das Galochas, que marcou sua estreia no teatro profissional. Em 1998 retornou às novelas do SBT e participou de Fascinação, contracenando pela primeira vez com a atriz Mariana Ximenes, sua namorada na época. Os atores ainda trabalharam juntos no filme Caminho dos Sonhos, em que fez uma pequena ponta, e, marcou a estreia de ambos nas telonas.
Em 1999 transferiu-se para a TV Globo, emissora com a qual tem contrato exclusivo até os dias atuais, sendo o único canal de TV aberta para a qual presta trabalhos desde então. Em um primeiro momento cogitava-se sua participação na novela Suave Veneno, como o Jogador Renildo. Porém, o ator Rodrigo Faro levou o papel, e, o vídeo de seu teste para a personagem acabou nas mãos do diretor Jayme Monjardim, que o escalou para a minissérie Chiquinha Gonzaga. Nesse trabalho, interpretou o jovem João Batista, amante de Chiquinha, personagem da atriz Regina Duarte, que anos antes havia interpretado sua mãe em uma outra produção.
Também nesse ano, estreou em novelas da emissora ao participar de Andando nas Nuvens. No folhetim, repetiu par romântico com a atriz Mariana Ximenes, sendo que nessa determinada época já não eram mais namorados. Durante esse trabalho, foi campeão de cartas na Globo.
Em 2000 foi incumbido de interpretar o inescrupuloso Bruno de Esplendor, seu primeiro vilão, e, posteriormente, ganhou seu primeiro protagonista, o anjo Rafael de Um Anjo Caiu do Céu. Também em 2001 trocou uma cobertura na Barra da Tijuca por uma casa no Vidigal, favela de 12 mil habitantes na Zona Sul do Rio. Na época, selecionava atores da comunidade para o elenco da peça Êxtase, escrita por Walcyr Carrasco e dirigida por ele. O espetáculo contava a história de dois jovens de classe média que chegavam a se prostituir para comprar drogas. Durante quatro meses, seguiu à risca a lei de sobrevivência que impera nos morros cariocas. Como todos os moradores, não podia chegar de táxi, pedir comida em casa ou correr pelas ruas da favela.
Depois de rodar o filme Lavoura Arcaica, em 2001 pôde mostrar uma faceta bem diferente daquela que nos acostumou a ver na TV. A oportunidade para isso aconteceu no polêmico Cama de Gato, de 2002, filme que não foi exibido em algumas salas de cinemas por conter cenas fortes de sexo. Caio, inclusive, apareceu em nu frontal em uma das cenas. Ainda em 2002 interpretou o arrogante Matheus na novela Coração de Estudante. Também estreou o espetáculo Êxtase, em que despontou como diretor. Em seguida, atuou no longa Carandiru, baseado no livro de Dráuzio Varella, e, dirigido por Hector Babenco. Sucesso de público e crítica, a película ganhou diversos prêmios pelo Brasil. Simultaneamente, esteve em cartaz com a peça Miranda e também foi o responsável pela direção do texto Karma.
Em 2004 o ator mostrou toda sua versatilidade e revelou sua veia cômica ao interpretar o irreverente maquiador Abelardo Sardinha na telenovela Da Cor do Pecado. No teatro, atuou no espetáculo Leve, o Próximo Nome da Terra, e, em 2005, apresentou-se com a peça Liberdade Para as Borboletas, que contou também com Débora Duarte e Taís Araújo.
Depois de participar do longa-metragem Quanto Vale ou É por Quilo?, emendou quatro filmes: O Ano em que Meus Pais Saíram de Férias, de Cao Hamburger, pelo qual foi indicado na categoria de melhor ator coadjuvante pelo Prêmio Fiesp/Sesi-SP do Cinema Paulista e pelo Grande Prêmio do Cinema Brasileiro; Batismo de Sangue, de Helvécio Ratton, que lhe valeu a indicação na categoria de Melhor Ator pelo Prêmio ACIE de Cinema; Proibido Proibir, de Jorge Duran, em que ganhou o prêmio Lente de Cristal de melhor ator no Festival de Cinema Brasileiro em Miami; e Baixio das Bestas, de Cláudio Assis.
Também em 2006 integrou o elenco do remake de Sinhá Moça, como o abolicionista Mário, e, ainda participou de dois espetáculos teatrais, Mordendo os Lábios e O Mundo é um Moinho. Em 2007 esteve na superprodução da TV Amazônia, de Galvez a Chico Mendes, como o seringueiro Xavier. Também esteve em cartaz no teatro com as peças Os Dois Cavalheiros de Verona e Chorinho. Nesse ano, venceu o prêmio Paulistanos do Ano na categoria de Melhor Ator, pela sua contribuição para a cidade.
Em 2008 viveu mais um vilão em sua carreira televisiva, o ambicioso Afonso, comparsa da governanta má Frau Herta, do remake de Ciranda de Pedra; e, em 2009, atuou na premiada novela Caminho das Índias, como o indiano Ravi. Na trama, sua personagem conheceu e apaixonou pela brasileira Camila, através da internet. Decidida a viver esse amor, a garota abandonou a família e os costumes no Brasil, e mudou-se para a Índia.
Nunca teve o estereótipo de galã, mas sempre atuou em papel de destaque nas novelas. O ator garante que a paixão pelos palcos e o cinema é maior que pela telinha. Em 2010 pôde ser visto em pelo menos cinco películas: Histórias de Amor Duram Apenas 90 Minutos, Os Inquilinos, Bróder, As Melhores Coisas do Mundo e O Bem-Amado.
Com o filme Histórias de Amor Duram Apenas 90 Minutos, o intérprete do protagonista Zeca enfatizou a oportunidade que teve de pela primeira vez em toda sua carreira despontar em um personagem que tem a mesma idade que a sua. Na produção, Zeca, é um jovem escritor que passa pela crise dos 30 anos. No filme, contracenou pela primeira vez com sua mulher, Maria Ribeiro, vivendo também nas telas um casal.
Em Os Inquilinos, interpretou um rapper que estuda em um colégio da periferia e está em busca de uma vida melhor. Já em Bróder, viveu Macú, garoto envolvido com a criminalidade e que resolve sequestrar uma criança para se dar bem. Durante os trabalhos desse filme chegou a mudar-se para Capão Redondo, zona das mais violentas da periferia da cidade, que foi escolhida como locação.
Na versão cinematográfica de O Bem-Amado, encarnou o repórter Neco Pedreira, autor de constantes ataques a Odorico Paraguaçu, porém é apaixonado por sua filha. Originalmente, o personagem foi feito por Carlos Eduardo Dolabella. Em 2012 está no elenco do filme Xingu, de Cao Hamburger, que narra a história dos irmãos Villas Bôas, sertanistas que foram os idealizadores da reserva do Xingu, no Mato Grosso, a primeira terra indígena homologada pelo governo em 1961.
Em 2013, foi escalado para a telenovela Joia Rara, como Sonan Gyatso um jovem monge do templo Padma Ling, filho de mãe brasileira. Discípulo de Ananda, foi criado por seu mestre depois da morte da mãe. É muito sério, exigente e disciplinado. Sua missão é encontrar a reencarnação de Ananda.
Em 2014, é escalado para interpretar o grande vilão José Pedro, filho de José Alfredo (Alexandre Nero), em Império, novela de Aguinaldo Silva, além disso contracenará com sua esposa na novela. Em 2025, entrou para o elenco da novela Beleza Fatal, primeira novela da rede de streaming Max, interpretando o personagem Benjamin, além de atuar como diretor de alguns episódios.

## Vida pessoal
Seu primeiro namoro público foi com a atriz Mariana Ximenes. O relacionamento durou de 1996 a 1999. Em 2000, se envolveu com Preta Gil. O namoro durou oito meses e rendeu um projeto paralelo: A direção em dupla do videoclipe da música "Nothing's Gonna Change My Love for You / Nada Vai Tirar Você de Mim", do grupo SNZ.
Em 2001, conheceu a cantora lírica Ana Ariel. Após dois meses de namoro, casou-se com ela em uma cerimônia civil e religiosa. Ana engravidou, mas sofreu um aborto espontâneo, fazendo tratamentos para engravidar, mas não obteve sucesso. Decidiram, então, juntos, dar entrada ao processo de pedido de adoção, conseguindo a guarda de um bebê de poucos dias de vida, em 2000, a quem batizaram de Antônio. Na época, Caio trabalhava como voluntário da Associação Espírita dos Amigos da Criança, que atende a 400 menores carentes em Campinas, onde vivia. Foi nesse lugar onde conheceu seu filho adotivo, Antônio, razão pela qual o processo de guarda foi facilitado. O casamento chegou ao fim em 2002 devido a constantes desavenças conjugais e, após o divórcio, a custódia de Antônio ficou com a ex-mulher, que recusou-se a receber pensão do ex-marido e o proibiu de ver o menino, alegando em entrevistas, anos depois, ter sido "dominada pelo orgulho e ressentimento". Após longa batalha judicial, Caio Blat conseguiu aproximar-se do filho em 2018, passando a conviver com ele, depois de muitos anos de afastamento, sem poder vê-lo crescer.
No ano de sua separação, Caio foi morar sozinho no Rio de Janeiro. Em 2005, começou a namorar a atriz Maria Ribeiro, com quem se casou em 2007. Desta união nasceu o único filho do casal, Bento, em 2010. O casamento chegou ao fim em setembro de 2017, porém o divórcio só aconteceu em agosto de 2020. No final de 2017, ele iniciou um romance com a atriz Luisa Arraes. O casal se separou em outubro de 2024. 

## Filmografia

### Televisão
| Ano  | Título                             | Personagem                                                       | Nota                                                                     |
| ---- | ---------------------------------- | ---------------------------------------------------------------- | ------------------------------------------------------------------------ |
| 1991 | Mundo da Lua                       | Integrante do Big Bad Boy                                        | Episódios: "O Que Você Vai Ser Quando Crescer?" e "Bye Bye Big Bad Boys" |
| 1992 | O Professor                        | Henrique                                                         |                                                                          |
| 1993 | Retrato de Mulher                  | Rafa                                                             | Episódio: "Era uma vez... Teresa"                                        |
| 1994 | Éramos Seis                        | Carlos Abílio de Lemos (jovem)                                   | Episódios: "9–28 de maio"                                                |
| 1994 | As Pupilas do Senhor Reitor        | Henrique                                                         |                                                                          |
| 1995 | Telecurso                          | Renato                                                           |                                                                          |
| 1996 | Você Decide                        | Gabriel                                                          | Episódio: "Sangue no Araguaia"                                           |
| 1998 | Fascinação                         | Gustavo da Silva Prates                                          |                                                                          |
| 1999 | Chiquinha Gonzaga                  | João Batista Fernandes Lage                                      | Episódios: "17–19 de março"                                              |
| 1999 | Andando nas Nuvens                 | Thiago San Marino                                                |                                                                          |
| 2000 | Esplendor                          | Bruno Sampaio                                                    |                                                                          |
| 2001 | Um Anjo Caiu do Céu                | Rafael Arcanjo                                                   |                                                                          |
| 2001 | Brava Gente                        | Eufemia                                                          | Episódio: "Os Mistérios do Sexo"                                         |
| 2002 | Coração de Estudante               | Matheus Camargo                                                  |                                                                          |
| 2004 | Da Cor do Pecado                   | Abelardo Sardinha                                                |                                                                          |
| 2005 | Carandiru, Outras Histórias        | Deusdete                                                         |                                                                          |
| 2005 | Sob Nova Direção                   | Waltinho                                                         | Episódio: "Como Eliminar seus Cheques"                                   |
| 2006 | Sinhá Moça                         | Mário Mathias                                                    |                                                                          |
| 2007 | Amazônia, de Galvez a Chico Mendes | Xavier                                                           |                                                                          |
| 2007 | Linha Direta                       | Raimundo Lacerda Duque                                           | Episódio: "Ana Lídia"                                                    |
| 2008 | Ciranda de Pedra                   | Afonso Müler                                                     |                                                                          |
| 2009 | Caminho das Índias                 | Ravi Ananda                                                      |                                                                          |
| 2011 | Morde & Assopra                    | Leandro Pereira                                                  |                                                                          |
| 2012 | Lado a Lado                        | Fernando Lemos Vieira                                            |                                                                          |
| 2013 | Joia Rara                          | Sonan Gyatso                                                     |                                                                          |
| 2014 | Império                            | José Pedro Medeiros de Mendonça e Albuquerque / Fabrício Melgaço |                                                                          |
| 2016 | Liberdade, Liberdade               | André Coelho Raposo Viegas                                       |                                                                          |
| 2016 | Brasil Visto de Cima               | Narrador                                                         |                                                                          |
| 2017 | Os Dias Eram Assim                 | Túlio Menezes                                                    | Episódios: "17–18 de abril"                                              |
| 2017 | Cidade Proibida                    | Nelson                                                           | Episódio: "Suzana"                                                       |
| 2018 | Deus Salve o Rei                   | Cássio                                                           |                                                                          |
| 2018 | Carcereiros                        | Samuel                                                           | Episódio: "Uma Questão Pessoal"                                          |
| 2018 | McMafia                            | Antonio Mendez                                                   |                                                                          |
| 2018 | O Sétimo Guardião                  | Geandro Rocha                                                    |                                                                          |
| 2018 | O Natal Perfeito                   | Senhor Perfeito                                                  |                                                                          |
| 2019 | Segunda Chamada                    | Prof. Paulo Moreira                                              |                                                                          |
| 2020 | Amor e Sorte                       | Manoel                                                           |                                                                          |
| 2022 | Mar do Sertão                      | Pajeú                                                            |                                                                          |
| 2025 | Grande Sertão: A Série             | Riobaldo                                                         |                                                                          |
| 2025 | Beleza Fatal                       | Dr. Benjamin Argento                                             |                                                                          |

### Cinema
| Ano  | Título                                                | Papel                | Notas               |
| ---- | ----------------------------------------------------- | -------------------- | ------------------- |
| 1998 | Caminho dos Sonhos                                    | Pedro Moraes         |                     |
| 2000 | Os Outros                                             | Caio                 | Curta-metragem      |
| 2001 | Lavoura Arcaica                                       | Lula                 |                     |
| 2001 | Como Cães e Gatos                                     | Lou (voz)            | Dublagem            |
| 2002 | Cama de Gato                                          | Cristiano            |                     |
| 2003 | Carandiru                                             | Deusdete             |                     |
| 2005 | Quanto Vale ou É por Quilo?                           | Bira                 |                     |
| 2005 | O Quintal dos Guerrilheiros                           | Toti                 | Curta-metragem      |
| 2006 | O Ano em que Meus Pais Saíram de Férias               | Ítalo                |                     |
| 2006 | Baixio das Bestas                                     | Cícero               |                     |
| 2006 | Proibido Proibir                                      | Paulo                |                     |
| 2007 | Batismo de Sangue                                     | Frei Tito            |                     |
| 2008 | Bezerra de Menezes - O Diário de um Espírito          | Militar              |                     |
| 2010 | Histórias de Amor Duram Apenas 90 Minutos             | Zeca                 |                     |
| 2010 | Os Inquilinos                                         | Evandro              |                     |
| 2010 | O Bem-Amado                                           | Neco Pedreira        |                     |
| 2010 | Bróder                                                | Macú                 |                     |
| 2010 | As Melhores Coisas do Mundo                           | Artur                |                     |
| 2011 | As Mães de Chico Xavier                               | Karl                 |                     |
| 2012 | Xingu                                                 | Leonardo Villas-Bôas |                     |
| 2012 | Irina                                                 | [ 48 ]               |                     |
| 2012 | Uma Longa Viagem                                      | Heitor               |                     |
| 2013 | Entre Nós                                             | Felipe               |                     |
| 2014 | Alemão                                                | Samuel               |                     |
| 2014 | Os Amigos                                             | Thiago               |                     |
| 2015 | Meus Dois Amores                                      | Manuel               |                     |
| 2015 | Ponte Aérea                                           | Bruno                |                     |
| 2015 | Metanoia                                              | Jeff                 |                     |
| 2015 | Califórnia                                            | Carlos               |                     |
| 2016 | Muitos Homens Num Só                                  | Félix Pacheco        |                     |
| 2016 | BR716                                                 | Felipe               |                     |
| 2018 | Contra a Parede                                       | Repórter             |                     |
| 2019 | Paulo de Tarso e a História do Cristianismo Primitivo | Estevão              |                     |
| 2021 | Aranha                                                | Antônio              |                     |
| 2022 | O Debate                                              |                      | Também como diretor |
| 2023 | Travessia                                             | Vicente              | Curta-metragem      |
| 2023 | On Off                                                | Onoff                |                     |
| 2023 | O Diabo na Rua, no Meio do Redemuinho                 | Riobaldo             |                     |
| 2024 | Grande Sertão                                         | Riobaldo             |                     |

## Teatro
Como ator
| Ano  | Título                          | Papel          |
| ---- | ------------------------------- | -------------- |
| 1997 | O Homem das Galochas            |                |
| 2000 | Macário                         | Mácario        |
| 2003 | Miranda                         | Príncipe       |
| 2003 | O Mundo é um Moinho             |                |
| 2004 | A Leve, o Próximo Nome da Terra | Anderson       |
| 2005 | Liberdade Para as Borboletas    | Thiago         |
| 2006 | Mordendo os Lábios              | Félix          |
| 2006 | A Frente Fria que a Chuva Traz  |                |
| 2006 | Essa Nossa Juventude            | Edu            |
| 2007 | Os Dois Cavalheiros de Verona   | Valentino      |
| 2007 | O Chorinho                      | Morador de Rua |
| 2011 | Um Coração Fraco                | Vassia         |
| 2016 | A Comédia Latino-Americana      |                |
| 2016 | A Tragédia Latino-Americana     |                |
| 2017 | Grande Sertão: Veredas          | Riobaldo       |

Como produtor e diretor
| Ano  | Título  | Cargo                  |
| ---- | ------- | ---------------------- |
| 2000 | Macário | Idealizador e produtor |
| 2002 | Êxtase  | Diretor                |
| 2003 | Karma   | Diretor                |

## Prêmios e indicações
| Ano  | Premiação                                          | Categoria                      | Nomeações                                 | Resultado |
| ---- | -------------------------------------------------- | ------------------------------ | ----------------------------------------- | --------- |
| 1998 | Troféu Mambembe                                    | Melhor Ator                    | O Homem das Galochas                      | Indicado  |
| 1999 | Prêmio Master                                      | Destaque jovem                 | Andando nas Nuvens                        | Venceu    |
| 2003 | New York LaCinemaFé                                | Melhor Ator                    | Cama de Gato                              | Venceu    |
| 2004 | Festival Internacional de Cinema de Cartagena      | Melhor Ator (com elenco)       | Carandiru                                 | Indicado  |
| 2007 | Prêmio Paulistanos do Ano                          | Melhor Ator                    | Ele mesmo                                 | Venceu    |
| 2007 | Grande Prêmio do Cinema Brasileiro                 | Melhor ator coadjuvante        | O Ano em que Meus Pais Saíram de Férias   | Indicado  |
| 2007 | Prêmio Fiesp/Sesi-SP do Cinema Paulista            | Melhor ator coadjuvante        | O Ano em que Meus Pais Saíram de Férias   | Indicado  |
| 2007 | Prêmio Arte Qualidade Brasil                       | Melhor Ator Coadjuvante Cinema | O Ano em que Meus Pais Saíram de Férias   | Indicado  |
| 2007 | Prêmio Homem do Ano - Revista VIP                  | Cinema                         | O Ano em que Meus Pais Saíram de Férias   | Venceu    |
| 2007 | Festival de Cinema Brasileiro de Miami             | Melhor Ator                    | Proibido Proibir                          | Venceu    |
| 2008 | Festival Internacional de Cinema de Cartagena      | Melhor Ator                    | Proibido Proibir                          | Venceu    |
| 2008 | Prêmio ACIE de Cinema                              | Melhor Ator                    | Batismo de Sangue                         | Indicado  |
| 2008 | Prêmio Contigo! de Cinema Nacional                 | Melhor Ator                    | Batismo de Sangue                         | Indicado  |
| 2009 | FestCine Goiânia                                   | Melhor Ator                    | Histórias de Amor Duram Apenas 90 Minutos | Venceu    |
| 2010 | Festival de Gramado                                | Melhor Ator                    | Bróder                                    | Venceu    |
| 2011 | Prêmio Contigo! de Cinema Nacional                 | Melhor Ator                    | Bróder                                    | Venceu    |
| 2011 | Festival de Gramado                                | Melhor Ator                    | Uma Longa Viagem                          | Venceu    |
| 2011 | Grande Prêmio do Cinema Brasileiro                 | Melhor Ator Coadjuvante        | As Melhores Coisas do Mundo               | Venceu    |
| 2011 | Prêmio Guarani de Cinema Brasileiro                | Melhor Ator Coadjuvante        | Histórias de Amor Duram Apenas 90 Minutos | Indicado  |
| 2012 | Festival SESC de Cinema                            | Melhor Ator                    | Bróder                                    | Venceu    |
| 2012 | Prêmio Guarani de Cinema Brasileiro                | Melhor Ator                    | Bróder                                    | Venceu    |
| 2012 | Grande Prêmio do Cinema Brasileiro                 | Melhor Ator                    | Bróder                                    | Indicado  |
| 2012 | Prêmio Quem de Cinema                              | Melhor Ator de Cinema          | Xingu                                     | Indicado  |
| 2013 | Grande Prêmio do Cinema Brasileiro                 | Melhor Ator                    | Xingu                                     | Indicado  |
| 2013 | Prêmio Guarani de Cinema Brasileiro                | Melhor Ator Coadjuvante        | Xingu                                     | Indicado  |
| 2013 | Amazonas Film Festival                             | Melhor Ator                    | Entre Nós                                 | Venceu    |
| 2015 | Festival de Cinema Itinerante da Língua Portuguesa | Melhor Ator (menção honrosa)   | Alemão                                    | Venceu    |
| 2015 | Prêmio Guarani de Cinema Brasileiro                | Melhor Ator Coadjuvante        | Alemão                                    | Indicado  |
| 2015 | Prêmio Quem de Cinema                              | Melhor Ator de Cinema          | Califórnia                                | Indicado  |
| 2016 | Festival SESC de Cinema                            | Melhor Ator (voto público)     | Califórnia                                | Venceu    |
| 2016 | Prêmio Guarani de Cinema Brasileiro                | Melhor Ator Coadjuvante        | Califórnia                                | Indicado  |
| 2016 | Prêmio Quem de Cinema                              | Melhor Ator                    | BR716                                     | Indicado  |
| 2017 | Grande Prêmio do Cinema Brasileiro                 | Melhor Ator                    | BR716                                     | Indicado  |
| 2017 | Troféu APCA de Teatro                              | Melhor Ator de Teatro          | Grande Sertão: Veredas                    | Indicado  |
| 2017 | Prêmio Arte Qualidade Brasil                       | Melhor Ator                    | Grande Sertão: Veredas                    | Indicado  |
| 2018 | Prêmio Aplauso Brasil de Teatro                    | Melhor Ator                    | Grande Sertão: Veredas                    | Indicado  |
| 2018 | Prêmio Shell                                       | Melhor Ator                    | Grande Sertão: Veredas                    | Venceu    |
| 2018 | Prêmio Botequim Cultural de Teatro                 | Melhor Ator                    | Grande Sertão: Veredas                    | Indicado  |
| 2018 | Prêmio Cenym de Teatro                             | Melhor Ator                    | Grande Sertão: Veredas                    | Indicado  |
| 2018 | Prêmio Cenym de Teatro                             | Melhor Elenco                  | Grande Sertão: Veredas                    | Indicado  |
| 2019 | Prêmio APTR de Teatro                              | Melhor Ator                    | Grande Sertão: Veredas                    | Venceu    |
| 2023 | Festival Sesc Melhores Filmes                      | Melhor Filme Nacional          | O Debate                                  | Indicado  |
| 2023 | Festival Sesc Melhores Filmes                      | Melhor Diretor Nacional        | O Debate                                  | Indicado  |
| 2023 | Grande Prêmio do Cinema Brasileiro                 | Melhor Primeira Direção        | O Debate                                  | Indicado  |
| 2023 | Cine PE                                            | Troféu Calunga de Ouro         | Homenagem                                 | Venceu    |
| 2024 | Los Angeles Brazilian Film Festival                | Melhor Ator                    | Grande Sertão                             | Indicado  |
| 2025 | Prêmio Grande Otelo do Cinema Brasileiro           | Melhor Ator de Longa-metragem  | Grande Sertão                             | Indicado  |
| 2025 | SEC Awards                                         | Melhor Ator em Novela          | Beleza Fatal                              | Pendente  |